# آرکادی لوکزامبورگ
آرکادی لوکزامبورگ (انگلیسی: Arkady Luxemburg؛ زادهٔ ۱۹۳۹) موسیقی‌دان اهل مولداوی است.
آرکیدیا لوکزامبورگ یکی از آهنگسازان مشهور و مولداوی آمریکایی است.
او مدرک کارشناسی ارشد خود را از آکادمی موسیقی در کیشینف، مولداوی در اتحاد جماهیر شوروی سابق دریافت کرد، و در آنجا به تحصیل ترکیب و تئوری موسیقی پیانو پرداخت. او به عنوان نوازنده، استاد، پیانیست کنسرت و شرکت‌کننده در نهادهای مختلف در سراسر جهان کار کرده‌است.
او چندین اثر در مورد نظریه موسیقی و هماهنگی نوشته‌است و عضو اتحادیه آهنگسازان و ASCAP در ایالات متحده است.
آثار سمفونی قابل توجه او عبارتند از:
- «سینفونیتا»
- سمفونی برای سازهای زهی
- دو کنسرتو برای پیانو با ارکستر
- کنسرتو برای ویولن
- سمفونی فانتزی «ملودی‌های بهار»

. آثار قابل توجه پیانوی او عبارتند از: «آکواریلی»
- «در حافظه شوشکتویچ»
- «در حافظهٔ گرشوین»
- سوناتا
- سوناتینا
- «بلوز»
- «مقدمه»